# Quincy Miller
Quincy Cortez Miller Scott, noto come Quincy Miller (Chicago, 18 novembre 1992), è un cestista statunitense.

## Carriera
Di ruolo ala piccola, è cresciuto cestisticamente in tre high school della Carolina del Nord dal 2007 al 2011: Fairmont High School, Quality Education Academy di Winston-Salem, e Westchester Country Day School di High Point. Con la Nazionale di categoria Miller ha disputato e vinto i FIBA Americas Championship Under-18 del 2010, disputati a San Antonio.
Dopo l'esperienza liceale ha disputato una stagione alla Baylor University, al termine della quale è stato selezionato al secondo giro del Draft NBA 2012 dai Denver Nuggets come 38ª scelta assoluta.
Il 17 gennaio 2015 firma un contratto da 10 giorni con i Sacramento Kings; esordisce il giorno stesso con la squadra californiana, disputando 6 minuti con 1 punto, 2 rimbalzi e 2 assist in una partita persa per 117-108 contro i Los Angeles Clippers. Alla scadenza del secondo decadale torna in NBDL ai Reno Bighorns, squadra con cui aveva iniziato la stagione.

## Statistiche

### College
| Anno      | Squadra      | PG | PT | MP   | TC%  | 3P%  | TL%  | RP  | AP  | PRP | SP  | PP   |
| --------- | ------------ | -- | -- | ---- | ---- | ---- | ---- | --- | --- | --- | --- | ---- |
| 2011-2012 | Baylor Bears | 37 | 35 | 24,4 | 44,7 | 34,8 | 81,6 | 4,9 | 1,4 | 0,7 | 0,6 | 10,6 |
| Carriera  | Carriera     | 37 | 35 | 24,4 | 44,7 | 34,8 | 81,6 | 4,9 | 1,4 | 0,7 | 0,6 | 10,6 |

### NBA

#### Regular Season
| Anno      | Squadra          | PG | PT | MP   | TC%  | 3P%  | TL%  | RP  | AP  | PRP | SP  | PP  |
| --------- | ---------------- | -- | -- | ---- | ---- | ---- | ---- | --- | --- | --- | --- | --- |
| 2012-2013 | Denver Nuggets   | 7  | 0  | 3,7  | 33,3 | 0,0  | 50,0 | 0,3 | 0,4 | 0,1 | 0,0 | 1,3 |
| 2013-2014 | Denver Nuggets   | 52 | 16 | 15,2 | 36,7 | 31,9 | 70,9 | 2,8 | 0,5 | 0,4 | 0,6 | 4,9 |
| 2014-2015 | Sacramento Kings | 6  | 0  | 10,2 | 22,2 | 14,3 | 72,7 | 2,0 | 0,5 | 1,0 | 0,5 | 2,8 |
| 2014-2015 | Detroit Pistons  | 4  | 0  | 14,5 | 25,0 | 18,2 | -    | 2,0 | 1,3 | 0,3 | 0,5 | 3,0 |
| Carriera  | Carriera         | 69 | 16 | 13,5 | 35,0 | 29,2 | 70,6 | 2,4 | 0,5 | 0,4 | 0,5 | 4,3 |

### Eurolega
| Anno      | Squadra          | PG | PT | MP   | TC%  | 3P%  | TL%  | RP  | AP  | PRP | SP  | PP   |
| --------- | ---------------- | -- | -- | ---- | ---- | ---- | ---- | --- | --- | --- | --- | ---- |
| 2015-2016 | Stella Rossa     | 24 | 22 | 29,1 | 47,8 | 32,7 | 77,8 | 5,7 | 0,9 | 0,9 | 1,5 | 14,1 |
| 2016-2017 | Maccabi Tel Aviv | 4  | 3  | 19,3 | 33,3 | 36,4 | 100  | 3,2 | 0,8 | 0,5 | 0,8 | 7,0  |
| Carriera  | Carriera         | 28 | 25 | 27,7 | 46,3 | 33,1 | 78,8 | 5,4 | 0,9 | 0,9 | 1,4 | 13,1 |

## Palmarès

### Squadra
- Campionato serbo: 1

Stella Rossa Belgrado: 2015-16
- Lega Adriatica: 1

Stella Rossa Belgrado: 2015-16
- Coppa di Israele: 1

Maccabi Tel Aviv: 2016-17

### Individuali
- All-Euroleague Second Team: 1

Stella Rossa Belgrado: 2015-16